# 朱贵
朱贵是小说《水浒传》中的一个人物，外號「旱地忽律」。沂州沂水县人，身材长大，貌相魁伟，双拳骨脸，三丫黄髯。朱富是他的弟弟。因在江湖上做客商折了本钱，投梁山泊入伙，被寨主「白衣秀士」王倫收留。在梁山南边的路上，以开酒店为名，打听来往客商情况，向山上报信。同时用各种方法，劫夺有财帛的客商。是早期的梁山泊头目之一。李逵回家探母时，宋江放心不下，由于朱贵与李逵是同乡，便差他下山去探听消息。李逵在沂水县被捉后，朱贵与弟弟朱富用蒙汗药麻翻了奉知县之命捉拿李逵回京的沂水县都头青眼虎李云，救走了李逵。并且朱贵劝说朱富举家投奔了梁山。大入伙后为山寨打听声息、邀接来宾头领，与杜兴共掌南山酒店。招安后，随军征战辽国、田虎、王庆。打方腊时，在杭州感染瘟疫病死，被追封为义节郎。

## 绰号
「忽律」有兩種含義，一是指鱷魚、二是指一種喜歡吃烏龜和潛伏在龜殼內伏擊獵物的劇毒四腳蛇，朱贵之绰号「旱地忽律」大意為「陸地上的鱷魚」:91。

## 影视形象
- 1983年山东版《水浒》：韓義強、宋廣建、張燕
- 1998年央视版《水浒传》：張連仲
- 2011年版《水浒传》：李泰延

## 延伸阅读
[在维基数据编辑]